# 狭唇马先蒿
狭唇马先蒿（学名：Pedicularis angustilabris）是列当科马先蒿属的植物，是中国的特有植物。分布于中国大陆的四川、云南等地，生长于海拔3,000米至4,000米的地区，一般生于的高山，目前尚未由人工引种栽培。